# Upton megye
Upton megye az Amerikai Egyesült Államokban, azon belül Texas államban található. Megyeszékhelye Rankin, legnagyobb városa McCamey. Lakosainak száma 3308 fő (2020. április 1.). Upton megye Midland, Reagan, Crockett, Crane, Ector és Glasscock megyékkel határos.

## Népesség
A megye népességének változása:
| Lakosok száma | 3352 | 3294 | 3271 | 3372 | 3651 | 3308 |
|               | 2010 | 2011 | 2012 | 2013 | 2015 | 2020 |